# Solenopsis rugosa
Solenopsis rugosa är en myrart som beskrevs av Bernard 1950. Solenopsis rugosa ingår i släktet eldmyror, och familjen myror. Inga underarter finns listade i Catalogue of Life.